# مدیر ارشد وب
مدیر ارشد وب بالاترین مدیر اجرایی در سطح یک سازمان می‌باشد که مدیریت تمامی سایت‌های اینترنتی و اینترانتی سازمان را به عهده دارد. این مدیر مستقیماً به مدیر عامل گزارش می‌دهد و باید به موارد زیر تسلط بالا داشته باشد:
- برنامه‌نویسی Front-End
- برنامه‌نویسی PHP
- SQL

مدیر ارشد وب باید دید بسیار وسیعی به کامپیوترها، سیستم‌ها و برنامه‌نویسی داشته باشد، همچنین داشتن دانش نسبی به چندین زبان برنامه‌نویسی، گرافیک کامپیوتری، طراحی و برنامه‌نویسی خلاقانه از دیگر خصوصیات او می‌باشد. این رده سازمانی همچنین فراتر از یک وبمستر یا حتی توسعه دهنده وب می‌باشد و حضور این مدیر به صورت فیزیکی در سازمان بسیار مهم می‌باشد. این عنوان شغلی همچنین به عنوان یک هدف معتبر توسط توسعه دهندگان وب، دنبال می‌شود.
خیلی از کمپانی‌ها مدیر ارشد وب را در اختیار ندارند، زیرا این رده شغلی نیاز به دانش انفرادی موارد بسیاری می‌باشد که بالاتر ذکر شد، به جای آن کمپانی‌ها ممکن است رده‌های دیگر شغلی مثل برنامه‌نویس Front-End، برنامه‌نویس Back-End، برنامه‌نویس سرور، وبمستر، طراح وب و گرافیست را جداگانه در اختیار داشته باشد. به‌طور معمول یک مدیر ارشد وب به تمامی عناوینی که ذکر شد تسلط دارد و عهده‌دار مسئولیت‌های بسیار می‌باشد.

## تاریخ پیدایش این نقش در سازمان‌ها
اولین بار این نقش توسط کمپانی فرچون ۵۰۰ در سال ۱۹۹۹ ایجاد شد.
در سال ۲۰۰۵ نویسندگان بیشتری مقاله‌هایی در این باره که وجود یک مدیر اجرایی در این سطح، برای تعامل کامل با فعالیت‌های مربوط به شبکه جهانی ضروری است را ارائه دادند.

## تضاد با مدیر اطلاعات و مدیر فناوری
مدیر ارشد وب را باید از عناوین مدیریت اطلاعات و مدیریت فناوری جدا کرد؛ زیرا این عنوان سازمانی نیاز به تمرکز بر محیط وب و حضور اجرایی دارد. مدیر ارشد اطلاعات معمولاً بر طرح‌های‌های IT، خرید فناوری و معماری اقتصادی این حوزه تمرکز دارد و مدیر فناوری اصولاً بر فناوری‌های جدید تمرکز دارد.

## مسئولیت
مسئولیت مدیر ارشد وب بسیار سنگین می‌باشد. البته به اهداف اقتصادی وابسته است. مدیر ارشد وب اصطلاحاً باید در حکومت داری وب استاد باشد و به توسعه اقتصادی کمک کند. این مدیر اجرایی باید به‌طور مستقیم به مسئولیت‌های زیر نظارت داشته باشد:
- استراتژی‌های آنلاین
- بودجه بندی
- مدیریت سیستم و نرم‌افزار
- مدیریت هاست
- بازاریابی آنلاین
- مدیریت ارتباطات آنلاین اقتصادی
- تجارت الکترونیک
- خدمات آنلاین مشتریان
- توسعه کسب و کار
- شبکه‌های اجتماعی
- توسعه محتوای وب و گردش کار
- گرافیک سایت
- تجربه کاربری (آنالیز و طراحی)
- معماری اطلاعات و داده‌ها
- آنالیز وبسایت
- امنیت
- آرشیو سازی
- دسترس پذیری
- مسائل قانونی (مانند کپی رایت، علائم تجاری، حریم شخصی و مدیریت حقوق دیجیتالی)
- آموزش به دیگران